# Mutatocoptops malaisiana
Mutatocoptops malaisiana är en skalbaggsart som beskrevs av Stefan von Breuning 1973. Mutatocoptops malaisiana ingår i släktet Mutatocoptops och familjen långhorningar. Inga underarter finns listade i Catalogue of Life.